# Santa Cruz, Tepotzotlán
Santa Cruz är en ort i Mexiko, tillhörande kommunen Tepotzotlán i delstaten Mexiko. Santa Cruz ligger i den centrala delen av landet och tillhör Mexico Citys storstadsområde. Orten hade 1 995 invånare vid folkräkningen 2010.